# Marguerite d'Alsace
Pour les articles homonymes, voir Alsace (homonymie) et Marguerite Ire.
Marguerite d'Alsace (°1145 - † château de Male près de Bruges, 15 novembre 1194) est la troisième fille du comte Thierry d'Alsace (dit parfois Thierry III de Lorraine) et de Sibylle d'Anjou (†1165), et la sœur du comte Philippe d'Alsace (dit parfois Philippe de Lorraine).

## Biographie
Vers 1160, Marguerite épouse Raoul II de Vermandois. Mais celui-ci atteint de la lèpre vers 1163 son mariage ne put être consommé et fut rompu.
En 1169, pour sceller la réconciliation entre Flandre et Hainaut, Marguerite d'Alsace épouse Baudouin V comte de Hainaut et de Namur. 
Philippe d'Alsace meurt de la peste au cours de la troisième croisade, en 1191. Il n'a pas d'enfant légitime. Sa succession excite la convoitise du roi de France, Philippe-Auguste qui tente de cacher la mort du comte de Flandre, jusqu'à son propre retour en France. Mais la nouvelle se propage rapidement et le comte et la comtesse de Hainaut se rendent immédiatement en Flandre pour prendre possession de leur terre. En tant que descendant direct de Baudouin Bras de Fer et sœur du défunt comte, ils sont bien accueillis dans les villes de Flandre à l’exception de Gand qui abrite Mathilde de Portugal, veuve de Philippe d'Alsace. Celle-ci entend récupérer la totalité du comté. Guillaume aux Blanches Mains, archevêque de Reims est chargé d'arbitrer entre les prétendants.

## Descendance
De son mariage avec Baudouin V de Hainaut, Marguerite a 9 enfants :
- Isabelle (°1170- †1190), mariée avec le roi Philippe II de France ;
- Baudouin (°1171- †1205), comte de Flandre, de Hainaut et empereur latin de Constantinople ;
- Marie (°1173-), mariée avec Richard 1er de la Chambre ;
- Yolande (°1175- †1219), mariée avec Pierre II de Courtenay, empereur latin de Constantinople ;
- Philippe Ier le Noble, marquis de Namur (°1175- †1212) ;
- Henri (°1176- †1216), empereur latin de Constantinople ;
- Sybille de Hainaut (°1179- †1217) , mariée à Guichard IV sire de Beaujeu ;
- Eustache (†1219), régent du royaume de Thessalonique ;
- Godefroid de Hainaut.

## Sources et bibliographie
- Louis Duval-Arnould, Les dernières années du comte lépreux Raoul de Vermandois et la dévolution de ses provinces à Philippe d'Alsace, 1984 (lire en ligne).
- Octave Delepierre, Précis des annales de Bruges, 1835 (lire en ligne).
- Augute De Portemont, Recherches historiques sur la ville de Grammont en Flandre, vol. 2, 1870 (lire en ligne).
- Leopold August Warnkönig, Histoire de la Flandre et de ses institutions civiles et politiques, vol. 1 (lire en ligne).
- Edward Le Glay, Histoire des comtes de Flandre: jusqu'à l'avénement de la maison de Bourgogne, vol. 1 (lire en ligne).